# 시간의 단위

시간 단위는 기간을 측정하거나 표현하는 표준적인 방법으로 사용되는 특정 시간 주기이다. 국제단위계(SI)에서 시간의 기본 단위와 서양 대부분 지역에서 쓰는 단위는 초 단위이며 세슘 원자의 약 90억 진동 주기로서 정의된다.
역사적으로, 수많은 시간 단위가 천체의 여러 움직임에 의해 정의되었다.
- 태양 기반: 년은 지구가 태양을 한 바퀴 도는 시간이다.
- 달 기반: 월은 달의 지구 주변 공전 주기에 기반을 두었다.
- 지구 기반: 지구가 자신의 축을 회전하는데 소요되는 시간이다. 해시계를 통해 관찰된다. 이 기반에서 탄생한 단위로는 주 (시간)(7일) 등이 있다. 여기서 파생되어 시(하루 중 1/24), 더 나아가 분, 끝으로 초가 있다.
- 천구 기반

## 같이 보기
- 크기 정도 (시간)